# Plexus choroideus
A plexus choroideus az agykamrákban elhelyezkedő, a központi idegrendszer  üregrendszerét bélelő speciális hámmal (ependymával) fedett érfonat. Ez termeli az agy-gerincvelői folyadékot, a liquort (liquor cerebrospinalis). Idősebb korban vagy gyulladásokat követően mész rakódhat le benne, amely a röntgen- vagy a CT-felvételeken árnyékot adhat.